# 广梅汕铁路
广梅汕铁路，是一条连接广州、梅州及汕头的铁路通道，横贯中国广东中部和东部，跨越17个市县，总长度480公里，1991年5月31日开工，1995年7月20日全线贯通，12月28日通车。广州至常平段经广深铁路三、四线，常平至龙川为京九铁路，龙川至梅州站为漳龙铁路，畲江至龙湖段为畲龙铁路，龙湖至汕头段则为梅汕铁路。
铁路营运方面，由中国铁路广州局集团的控股子公司广东铁路有限公司负责。现时所有列车均由韶山8型电力机车、和谐1B型电力机车及和谐1C型电力机车（广州东至龙川）及柴油机车（龙川至梅州，畲江至汕头）牵引。
广梅汕铁路于潮州附近经由厦深联络线与厦深铁路连接。
2018年8月3日，广梅汕铁路龙湖至汕头段新建双线电气高架化工程完工，汕头北站开通，动车组可由厦深铁路直通行驶汕头市区。

## 历史

### 修建背景
在潮汕铁路因为日本侵华战争而拆除后，潮汕地区曾有数十年时间没有铁路通达。而当时的广东省，在广九铁路以东大片地区却没有干线铁路，仅有1960年代修建的梅隆寸轨铁路维持着梅州与河源之间的交通。这些地方与广州来往长期只能通过公路运输或者公铁联运方式，效率低下，成为广东省发展的一大心病。这个问题在改革开放初期更为突出。
而广州经梅州至汕头的铁路早在民国时期即有规划，称广梅铁路，但由于当时战乱频繁，资金缺乏，最后仅完成了规划就没有后续了。
中华人民共和国成立之后，由于铁路建设优先上马省际干线和三线备战建设，处于东南沿海的广东省铁路网发展受限，长期没有大型铁路干线新建。
1989年，出生于大埔的中国人民大学教授、嘉应大学复办后第一任校长杨培新先生，曾公开撰文，呼吁尽快开始建设广梅汕铁路。

### 规划与建设

#### 创新筹资方式
广梅汕铁路建设初期，国家财政十分困难，便采用了前所未有的管理模式——打破了由国家独家兴建铁路的先例。在广东省政府的政策支持下，铁路建设资金的筹集采用了“两条腿”走路的方针。当时全线概算18.5亿元人民币，铁道部投资3.5亿元，广东省财政提供6亿元，中国建设银行提供贷款2亿元，亚洲开发银行提供贷款2亿美元，其余采用发行债券、招商引资等多种渠道筹集。
为了实现各投资主体的利益，1988年10月8日，在建设的准备阶段时，就成立了广梅汕铁路总公司，由它来负责铁路的筹资、建路和还贷工作。这家公司当时确定为广东省属国有企业，委托广铁集团代管。1997年改制为广梅汕铁路有限责任公司。
为了克服资金困难，广梅汕铁路采取了各种办法来加速资金的回笼。其中一个是运营上采取“边建边开”的办法。运用先通段的利润补足后续段的建设资金。
另一个是向境内外招商引资，寻求合作方共同建造车站、经营客车、货场等。例如在建设车站站房时，采用铁路出地、对方出钱、合作建站、物业分成、各自经营的方法。在客车方面，广梅汕公司与上海铁菱公司签订了合作协议，由上海铁菱出资1.1亿元购买3列客车，年固定回报率为10.5%。货场方面，广梅汕公司出让地皮使用权，对方出钱，利润五五分成，30年后货场无偿归还铁路。

#### 建设与通车
1989年1月，广梅汕铁路常惠段开工。
1992年7月1日，常惠段正式开通货车。同年11月1日，开通客运，使用蒸汽机车开行惠州-长沙客车。终结了惠州没有铁路通过的历史，当时惠州的总站为现惠州西站。
1993年7月1日，惠州至仙塘段开通，开始办理货运。10月8日，开通客运至河源。
1993年12月30日，开通货运至龙川。
1994年8月1日，开通兴宁至梅州段货运。10月28日，开通客运至兴宁。12月28日，开通客运至梅州。
1995年7月1日，畲江至揭阳段开通货运。
1995年7月20日，广梅汕铁路全线贯通。
1995年9月28日，开通货运至汕头。12月28日，全线开通客运。这是自潮汕铁路拆除之后，潮汕地区再次有铁路接入。

### 扩能改造
龙川站至东莞东站一段复线全长220公里，投资26.98亿元人民币，于2001年3月开工，2003年1月建成通车。至此，广梅汕铁路行经京九铁路段的复线全线贯通。
2012年12月16日京九铁路龙川至东莞东段电气化改造工程顺利完工。广梅汕铁路行经京九铁路段在2012年底实现了全线电气化。 

## 途经主要车站
广州东、常平、东莞东、惠州、河源、龙川、华城、兴宁、梅州、丰顺、揭阳南、潮州、汕头。